# Клаус Шульце
Кла́ус Шу́льце (Klaus Schulze; 4 серпня 1947, Берлін, Німеччина — 26 квітня 2022) — німецький музикант, клавішник, гітарист, перкусист, композитор, автор текстів, продюсер. Працював у жанрі електронної музики.

## Кар'єра
Свою кар'єру цей музикант, який вважається одним з передвісників сучасної електронної музики, розпочав у 1960-х роках, коли захопившись досягненнями гурту The Kinks виступав як гітарист.
1967 року Шульце став учасником гурту Psy Free, де разом з ним грали Алекс Конті (Alex Conti) — гітара та Джо Шуманн (Jo Schumann) — орган. Двома роками пізніше він опинився у формації Tangerine Dream, у складі якої зіграв на перкусійних інструментах лише на єдиному альбомі «Electronic Meditations». Також у цей період Клаус часто відвідував західноберлінську студію експериментальної музики, де під керівництвом Томаса Кесслера оволодів авангардною композиторською технікою та пізнав звукові можливості нових інструментів. 1970 року разом з приятелями Мануелем Готтшінгом (Manuele Göttsching) — гітара та Хартмутом Енком (Hartmut Enke) — бас, Шульце утворив гурт Ash Ra Tempel. Він записав з нею дві платівки — «Ash Ra Tempel» (1971) та «Join Inn» (1973), однак ще у вересні 1971 року після швейцарського турне Ash Ra Tempel, Шульце присвятив себе сольній кар'єрі. Свій перший авторський лонґплей «Irrlicht», який 1972 року видала фірма «Ohr», Клаус записав за участю музикантів із симфонічного оркестру. Далі з'явились чергові пропозиції музиканта — альбоми «Cyborg» (1973), «Picture Music» (1973), «Blackdance» (1974), «Timewind» (1975) та «Moondawn» (1976).
Ще під час запису дебютного альбому Шульце обмежився використанням електроорганів, проте надалі він поступово розширив інструментарій за рахунок синтезаторів «VCS 3», «ARP Odyssey», «ARP 2600», «EMS Synti'A», «Moog» та «Fairlight» (на початку 1980-х Шульце замінив синтезатори музичними комп'ютерами). До участі у своїх записах автор спорадично запрошував одного або кількох музикантів, наприклад, оперного співака Ернста Волтера Саймона (Ernst Walter Siemon), вокалістів Майкла Гарвенса (Michael Garvens) та Ієна Вілкінсона (Ian Wilkinson), віолончеліста Вольфганга Тіполда (Wolfgang Tiepold), гітариста Нуну Іса (Nunu Isa), басиста Харолда Асмуссена (Harold Asmussen), перкусистів Харолда Гросскопфа (Harald Grosskopf), Фреда Северлоха (Fred Severloh) та Уллі Шобера (Ulli Schober), піаністів Райнера Блосса (Rainer Bloss) та Андреса Гроссера (Andreas Grosser), а інколи й оркестри.
Паралельно Шульце записувався з іншими виконавцями та формаціями: 1972 року з Уолтером Вегмюллером (Walter Wegmüller) (платівка «Tarot») 1973 року з Сергісом Головіним (Serrgiusz Golowin) (платівки «The Cosmic Jokers» та «Galactic Supermarket»). Разом з Енді Ворхолом, Валер'яном Боровскі, Кенном Расселлом та П'єром-Паоло Пазоліні артист розвивав характерну для 1970-х років «сублімацію еротизму у мистецтві», склавши 1976 року авангардну музичну ілюстрацію до сміливого фільму Лесса Брауна «Body Love». З'явившись того ж року на платівці, ця музика принесла авторові нагороду — «Grand Prix International» французької академії імені Шарля Кросса. Того ж року Шульце розпочав співпрацю з японським перкусистом Стому Ямашто, внаслідок чого виникла формація Go, що записала три альбоми: «Go», «Go Live From Paris» та «Go Too».
Тим часом на музичному ринку з'явився черговий сольний лонгплеи Клауса — «Mirage», а крім компонування та записування альбомів Шульце дуже хотів гастролювати. 12 та 13 квітня 1977 року він виступив у лондонському «Planetarium», і ці концерти було визнано за одну з найважливіших подій року у Великій Британії.
Наступного року з'явився альбом музиканта «Body Love Vol.2» (Moogetique), з композиціями, що не ввійшли до фільму «Body love». У жовтні 1978 року Шульце запропонував ювілейний, десятий альбом — «X» з музичними біографіями Ніцше, Тракла, Франка Херберта, Баха, Людвіга II та Клейста. Записана за участю вокаліста Артура Брауна чергова платівка «Dune» 1979 року відкрила відлік другому десятку сольних робіт Шульце.
1980 року на ринку з'явились два нових видання Клауса — концертне «Live» та студійне «Dig It» (видане 1982 року в НДР під назвою «Elektronik Impressionen»). Наступний рік приніс відразу три нових платівки — компіляцію «Mindphaser», записану за участю перкусиста Майкла Шрайва «Trancefer» та «Tonwelle» (під псевдонімом Шульце Richard Wahnfried). Після запису 1983 року лонгплея «Audentity» музикант у рамках промоційного турне потрапив до Польщі, де разом з перкусистом Райнером Блоссом дав кілька концертів. Згодом з'явився концертний альбом «Dziekuje Poland — Live'83».
1984 рік виявився дуже насиченим для музиканта. Того ж року Шульце утворив власну фонографічну фірму INTEAM (яка діяла до 1987), записав три платівки: «Afrika» (з вокалістом Ерстом Фушем), «Drive Inn» (з Райнером Блоссом) та «Angst». Паралельно того ж року під псевдонімом Richard Wahufried з'явився черговий альбом «Richard Wahnfried Plays Megatone». У наступні роки Клаус Шульце продовжив свою активну музичну діяльність, а його платівки та концерти завжди знаходять багато прихильників.
Як продюсер, Щульц співпрацював з Джузеппе «Баффо» Банфімом, Робертом Шродером, Вольфгангом Бокі, Дітером Шутцем, Earthstar, P'Cock, Din A Testbild, Alphaville, Lorry, Deo та японською групою Far East Family Band (один з учасників якої — Кітаро).
На початку 2008 року вийшов альбом Sehnsucht проекту Schiller, одна із композицій альбому Zenith була записано разом з Клаусом Шульце.
Новий альбом Shadowlands буде випущено в січні 2013 року.

## Дискографія
- Irrlieht (1971)
- Cyborg (1973)
- Blackdance (1974)
- Picture Music (1975)
- Timewind (1975)
- Moondawn (1976)
- Body Love (soundtrack, 1977)
- Mirage (1977)
- Body Love Vol.2 (1977)
- X (1978)
- Dune (1979)
- …Live… (live, 1980)
- Dig It (1980)
- Trancefer (1981)
- Audentity (1983)
- Dziekuje Poland Live '83 (live, 1983)
- Augst (soundtrack, 1984)
- Inter*Face (1985)
- Dreams (1986)
- En=Trance (1988)
- Miditerranean Pads (1990)
- The Dresden Performance (live, 1990)
- Beyond Recall (1991)
- Royal Festival Hall Vol. 1 (live, 1992)
- Royal Festival Hall Vol. 2 (live, 1992)
- The Dome Event (live, 1993)
- Le Moulin De Daudet (soundtrack, 1994)
- Goes Classic (1994)
- Totentag (1994)
- Das Wagner Desaster Live (live, 1994)
- In Blue (1995)
- Are You Sequenced? (1996)
- Dosburg Online (1997)
- Live @ KlangArt (2001)
- Moonlake (2005)
- Kontinuum (2007)
- Farscape (з Лізою Джеррард, 2008)
- Rheingold (з Лізою Джеррард, 2008)
- Dziekuje Bardzo(live, з Лізою Джеррард, 2009)
- Big in Japan: Live in Tokyo 2010 (live, 2010)
- Shadowlands (2013)
- Big in Europe (live, з Лізою Джеррард, 2013—2014)
- Stars Are Burning (2014)
- Eternal: The 70th Birthday Edition (2017)
- Silhouettes (2018)
- Next of Kin (soundtrack, 2019)
- Deus Arrakis (2022)
- 101, Milky Way (2024)
- Bon Voyage (2025)